# Falling Cat
Falling Cat byl francouzský animovaný film z roku 1894. Režisérem a producentem byl Étienne-Jules Marey (1830–1904). Film byl natočen v Boulogneském lesíku ve Francii. Předpokládá se, že jde o první film v historii, který zobrazil živou kočku. Film zobrazuje pouze padající kočku, jak přistává na nohy. Film se skládá z 19 fotografií pořízených na společné fotografické desce v horizontální řadě po dobu dvou sekund.
Kočka byla hozena z výšky zhruba 120 centimetrů zády k zemi. Během pádu se ale převrátila a dopadla na tlapky. Film byl uveden na Francouzské akademii věd 29. října 1894 a vyvolal vážnou diskusi mezi vědeckou komunitou a tiskem o tom, jak je kočka schopná změnit polohu svého těla během pádu.